# Волноваський район
Волноваський район (Волноващина) — район в Україні, у південно-західній частині Донецької області і межує з Дніпропетровською і Запорізькою областями та був утворений 2020 року. Адміністративний центр — місто Волноваха.
До складу району входять 8 територіальних громад.
Станом на 2022 року територія району частково окупована Росією внаслідок її збройного вторгнення.
30 вересня Російська Федерація оголосила про анексію цієї області, хоча контролює її лише частково і так і не спромоглася оволодіти її адміністративним центром.

## Географія
Волноваський район, адміністративним центром якого було місто Волноваха, розташовувався у степовій зоні на південному заході Донецької області.
За територією та чисельністю населення район був одним з найбільших сільськогосподарських районів не тільки в області, але і в Україні.

### Корисні копалини
У районі є поклади корисних копалин (граніт, каолін, глина, пісок, щебінь), які створюють всі умови для розвитку промисловості, виробництва будівельних матеріалів. Відкриті і розвідуються родовища: залізних руд, золота, срібла, алмазів, ніобію, танталу, цирконію, вольфраму, молібдену, свинцю, цинку, літію, титану, ванадію, берилію, рідкісноземельних елементів (церію, лантану, ітрію тощо), фосфоритів, вермикуліту, алюмінієвої, каолінової, карбонатно-магнезіальної полевошпатової, камнесамоцвітної і декоративно-облицювальної сировини.

## Історія
Волноваський район утворено 19 липня 2020 року згідно із Постановою Верховної Ради України № 807-IX від 17 липня 2020 року в рамках Адміністративно-територіальної реформи в Україні. До його складу увійшли: Волноваська, Вугледарська міські, Великоновосілківська, Мирненська, Ольгинська селищні, Комарська, Старомлинівська і Хлібодарівська сільська територіальні громади. Перші вибори Волноваської районної ради відбулися 25 жовтня 2020 року.
Раніше територія району входила до складу ліквідованих в той же час колишніх північної та центральної частини Волноваського (1923—2020), Великоновосілківського, південної частини Мар'їнського районів та міста обласного підпорядкування Вугледара (з територією міської ради) Донецької області.